# Campylomyces
Campylomyces is een geslacht van schimmels behorend tot de familie Gloeophyllaceae. De typesoort is Campylomyces tabacinus.

## Soorten
Volgens Index Fungorum telt het geslacht twee soorten (peildatum maart 2023):
| Soortnaam              | Auteur(s)           | Publicatiejaar |
| ---------------------- | ------------------- | -------------- |
| Campylomyces heimii    | (Malençon) Nakasone | 2004           |
| Campylomyces tabacinus | (Cooke) Nakasone    | 2004           |